# Hemicordylus
Hemicordylus is een geslacht van hagedissen uit de familie gordelstaarthagedissen (Cordylidae).

## Naam
De groep werd voor het eerst wetenschappelijk beschreven door Andrew Smith in 1838. Er zijn twee soorten die eerder behoorden tot het geslacht onechte gordelstaarthagedissen (Pseudocordylus). In veel literatuur wordt deze verouderde situatie nog vermeld.

## Verspreiding en habitat
De soorten komen voor in delen van Afrika; ze leven endemisch in Zuid-Afrika en alleen in de westelijke provincie West-Kaap. De habitat bestaat uit rotsachtige streken met weinig begroeiing. De hagedissen slapen en schuilen onder stenen.

## Uiterlijke kenmerken
Beide soorten hebben een zeer donkere tot zwarte kleur met kleine lichtere vlekken. Het lichaam lijkt op dat van de echte gordelstaarthagedissen, maar draagt aanzienlijk minder stekels. De staart is wel voorzien van grote stekels, de staart wordt gebruikt ter verdediging.

## Soortenlijst
| Soorten uit het geslacht Hemicordylus | Soorten uit het geslacht Hemicordylus | Soorten uit het geslacht Hemicordylus |
| ------------------------------------- | ------------------------------------- | ------------------------------------- |
| Naam                                  | Auteur                                | Verspreidingsgebied                   |
| Hemicordylus capensis                 | Smith, 1838                           | Zuid-Afrika                           |
| Hemicordylus nebulosus                | Mouton & Van Wyk, 1995                | Zuid-Afrika                           |